# Villers-le-Lac
Villers-le-Lac ist eine französische Gemeinde mit 5.248 Einwohnern (Stand: 1. Januar 2022) im Département Doubs in der Region Bourgogne-Franche-Comté.

## Geographie
Villers-le-Lac liegt auf 780 m, fünf Kilometer östlich von Morteau und etwa 13 km westlich der Stadt La Chaux-de-Fonds (Luftlinie). Das Dorf erstreckt sich im Jura, an leicht erhöhter Lage am sonnenexponierten Hang in der weiten Talmulde des Doubs kurz vor seiner Aufweitung zum Lac de Chaillexon (Lac des Brenets), am Nordfuß des Meix-Musy, nahe der Grenze zur Schweiz. Das Gemeindegebiet gehört zum Regionalen Naturpark Doubs-Horloger.
Die Fläche des 30,17 km² großen Gemeindegebiets umfasst einen Abschnitt des französischen Juras. Der zentrale Teil des Gebietes wird von der offenen Talmulde des Doubs eingenommen. Der breite flache Talboden liegt auf 750 m und wird vom Fluss in gewundenem Lauf durchquert. Östlich von Villers-le-Lac weitet sich der Fluss zum langen aber schmalen Lac de Chaillexon auf. Der Talboden ist vermoort und wird bei Hochwasser überschwemmt, weswegen die Ortschaften in leicht erhöhter Lage erbaut wurden.
Flankiert wird das Doubstal im Süden vom Höhenzug des Meix-Musy, an dem mit 1260 m die höchste Erhebung von Villers-le-Lac erreicht wird. Der teils bewaldete, teils mit Weideland bestandene Höhenzug wird durch mehrere kurze Erosionstäler untergliedert. Das bedeutendste davon bildet die Rançonnière, welche das Talbecken von Le Locle unterirdisch entwässert und unterhalb des Col des Roches entspringt. Sie fließt in den Lac de Chaillexon und bildet die östliche Gemeindegrenze. Nördlich des Doubs erstreckt sich das Gemeindeareal über einen relativ sanft ansteigenden Hang auf den breiten Höhenrücken von Meix-Jacques und Meix-Dos-d’Ane (1088 m). Dieser Höhenrücken bildet in geologisch-tektonischer Hinsicht eine Antiklinale des Faltenjuras und ist gemäß der Streichrichtung des Gebirges in dieser Region in Richtung Südwest-Nordost orientiert.
Mit einem langen Zipfel reicht der Gemeindeboden nach Nordosten und umfasst dabei stets die linke (nördliche) Talseite des Doubs. Mit dem Lac de Chaillexon tritt der Doubs in ein canyonartig in die Jurahochflächen eingeschnittenes, weitgehend unbewohntes Tal ein. Er bildet hier mit dem Saut du Doubs einen 27 m hohen Wasserfall und erreicht danach den Stausee Lac de Moron (auch Lac du Châtelot genannt). Die steilen Talflanken werden von markanten Kalkfelsbändern und -vorsprüngen durchzogen. Als schöner Aussichtspunkt auf das Doubstal dient der Mont Châtelard (1030 m) im äußersten Nordosten des Gemeindegebietes.
Zu Villers-le-Lac gehören neben dem eigentlichen Ort verschiedene Weiler und zahlreiche Einzelhöfe, darunter:
- Les Bassots (770 m) südlich des Doubs am Beginn des Lac de Chaillexon
- Les Pargots (760 m) am Südufer des Lac de Chaillexon bei der Mündung der Rançonnière
- Chaillexon (802 m) am Hang nördlich des Lac de Chaillexon
- Curcol (820 m) am nördlichen Talhang des Doubs
- L’Essart-Fourçan (880 m) am nördlichen Talhang des Doubs
- Champagne (890 m) am nördlichen Talhang des Doubs
- La Courpée (935 m) auf einer Geländeterrasse am nördlichen Talhang des Doubs
- Cernembert (958 m) am nördlichen Talhang des Doubs
- Les Majors (922 m) auf einer Geländeterrasse am nördlichen Talhang des Doubs
- Le Pissoux (862 m) nördlich des Mont Châtelard über dem tief eingeschnittenen Doubstal
- Le Prélot (1000 m) auf einem Sattel am Nordabhang des Meix-Musy
- Le Chauffaud (1074 m) auf einer Hochfläche oberhalb des Col des Roches
- Sur la Roche (1130 m) in einer Mulde nordöstlich des Meix-Musy

Nachbargemeinden von Villers-le-Lac sind Montlebon und Les Fins im Westen, Noël-Cerneux, La Chenalotte und Le Barboux im Norden, Grand’Combe-des-Bois im Nordosten sowie die schweizerischen Gemeinden Les Planchettes im Osten wie auch Le Locle und Le Cerneux-Péquignot im Süden.

## Geschichte
Das Gebiet von Villers-le-Lac war bereits in vorgeschichtlicher Zeit bewohnt, was anhand von verschiedenen Funden beim Rocher des Pêcheurs am Ufer des Lac de Chaillexon belegt werden konnte. Im 12. Jahrhundert wurde das Gebiet von Villers-le-Lac von Mönchen des Cluniazenserpriorats von Morteau urbar gemacht. In der Folge gehörte das Dorf zur Herrschaft Morteau, die zunächst unter der Oberhoheit der Herren von Montfaucon, von 1325 bis 1507 unter derjenigen der Grafen von Neuenburg stand und danach der Franche-Comté angehörte. Zusammen mit der Franche-Comté gelangte das Dorf mit dem Frieden von Nimwegen 1678 an Frankreich. Bis 1801 hieß die Gemeinde Lac, danach Lac-de-Villers, und erst 1948 wurde der heutige Name Villers-le-Lac offiziell.
Ab 1815 wurde das benachbarte Les Brenets zunächst formal und dann auch offiziell schweizerisch. Die Bewohner von Villers-le-Lac waren damit nicht einverstanden und machten es sich zur Gewohnheit, jedes Jahr eine gespielte Invasion zur Befreiung des «Pays brenassier» zu inszenieren. Dabei wurde mit beleidigenden Äußerungen nicht gespart. Später gestaltete sich das Verhältnis zu den Nachbarn freundschaftlicher und bis 1909 fuhren die beiderseitigen Blasmusikvereine bei einem sommerlichen Fest auf dem See spazieren.
Etwa um 1840 erlangte die Herstellung von Uhrenzubehörteilen in Heimarbeit in Villers-le-Lac Bedeutung im wirtschaftlichen Leben der Bevölkerung. Dieser folgte um 1880 die eigentliche Uhrenindustrie. Es entstanden mehrere Uhrenfabriken, die zu einem raschen wirtschaftlichen Aufschwung des Ortes führten. Sie prägten trotz verschiedener Krisen während des gesamten 20. Jahrhunderts die wirtschaftliche Ausrichtung von Villers-le-Lac. Anfang des 20. Jahrhunderts hatte Villers-le-Lac auch Bedeutung als Höhenkurort, wobei mehrere Sanatorien am Sonnenhang oberhalb des Dorfes gebaut wurden.

## Sehenswürdigkeiten
Die Dorfkirche von Villers-le-Lac wurde im 19. Jahrhundert erbaut und besitzt eine Marmorstatue der Heiligen Jungfrau aus dem 17. Jahrhundert. In Les Bassots steht die Kapelle Saint-Joseph, die 1685 errichtet wurde und eine bemerkenswerte Ausstattung aufweist. Weitere Kirchen befinden sich in Le Chauffaud (18. Jahrhundert) und in Le Pissoux (17. Jahrhundert). 
Das Ortsbild von Villers-le-Lac ist städtisch geprägt mit zahlreichen vier- bis sechsstöckigen kubischen Wohnhäusern, die hauptsächlich aus der Zeit um 1850 bis 1900 stammen. Villers-le-Lac ist Standort zweier Museen, nämlich des Musée de la Montre (Geschichte der Uhrenindustrie) und des Musée de la Radio. Zu den vielbesuchten Natursehenswürdigkeiten der Region zählen der Saut du Doubs und der Lac de Chaillexon mit seinen teils senkrecht in den See abfallenden Felswänden.

## Bevölkerung
| Jahr                       | 1962 | 1968 | 1975 | 1982 | 1990 | 1999 | 2006 | 2018 |
| Einwohner                  | 3728 | 3828 | 4428 | 4142 | 4203 | 4196 | 4339 | 5090 |
| Quellen: Cassini und INSEE |      |      |      |      |      |      |      |      |

Mit 5248 Einwohnern (Stand 1. Januar 2022) gehört Villers-le-Lac zu den mittelgroßen Gemeinden des Départements Doubs. Nachdem die Einwohnerzahl in der ersten Hälfte des 20. Jahrhunderts stets im Bereich zwischen 2500 und 3100 Personen gelegen hatte, wurde seit Beginn der 1950er Jahre ein deutliches Bevölkerungswachstum verzeichnet. Mit rund 4500 Einwohnern wurde Mitte der 1970er Jahre der vorläufige Höchststand registriert. Nach einem vorübergehenden Rückgang aufgrund der Quarzkrise in der Uhrenindustrie in den 1970er Jahren wurde in den letzten Jahren wieder eine steigende Tendenz beobachtet.

## Wirtschaft und Infrastruktur
Villers-le-Lac ist heute ein wichtiger Standort der hochtechnologisierten und spezialisierten Uhrenindustrie. Zu den weiteren bedeutenden Branchen zählen die Mikromechanik, die Holzverarbeitung und der Maschinenbau. Daneben gibt es zahlreiche Geschäfte des Einzelhandels. Dank des großen Gemeindegebietes spielen auch die Landwirtschaft (Viehzucht und Milchwirtschaft, Ackerbau) und die Forstwirtschaft noch eine gewisse Rolle. Viele in Villers-le-Lac wohnhafte Erwerbstätige sind Grenzgänger, die in den benachbarten Schweizer Städten Le Locle und La Chaux-de-Fonds ihrer Arbeit nachgehen.
Als Erholungsort in einem beliebten Ausflugsgebiet im Hochjura profitiert Villers-le-Lac heute auch vom Tourismus. Die Gemeinde ist sowohl auf den Sommertourismus (Wandern, Wassersport, Velofahren, Fischen) als auch auf den Wintertourismus (alpiner und nordischer Skisport, Eislaufen) ausgerichtet.
Die Ortschaft ist verkehrstechnisch gut erschlossen. Sie liegt an der Hauptstraße D 461, die von Besançon via Morteau nach La Chaux-de-Fonds führt. Weitere Straßenverbindungen bestehen mit Les Brenets und Le Barboux. Villers-le-Lac besaß einen Bahnhof an der Eisenbahnstrecke von Besançon nach Le Locle.